# Туропин
Туро́пин — село в Україні, у Турійській селищній громадІ Ковельського району Волинської області. Населення становить 544 осіб (за переписом 2001 року).

## Історія

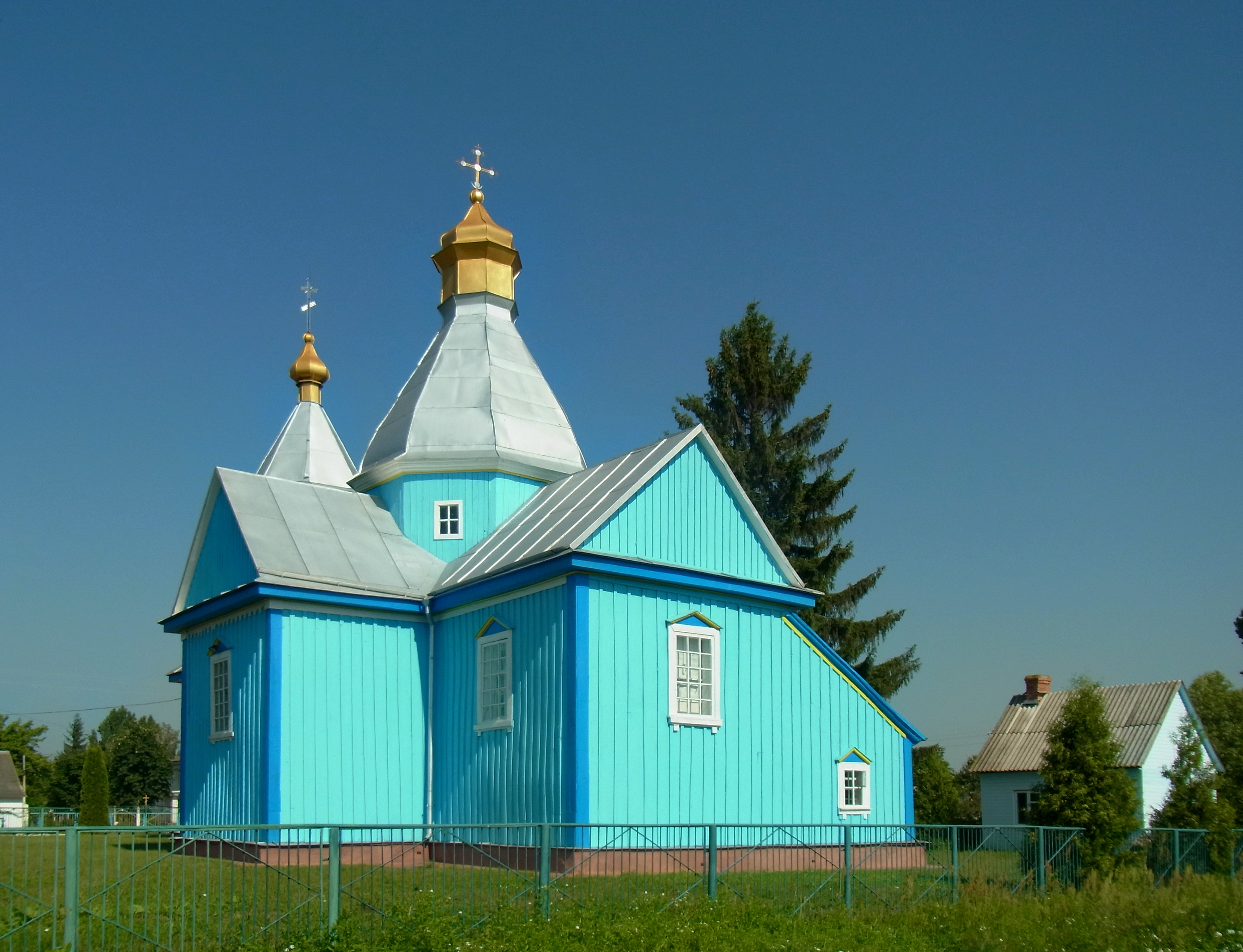
Церква Воздвиження Чесного Хреста

У 1902 році село належало до Вербської волості Володимир-Волинського повіту Волинської губернії, в селі були церква Воздвиження Чесного Хреста, 124 будинки і 482 мешканці, у прилеглій колонії — 23 будинки і 126 мешканців.
У 1943 р. тут активно діяла УПА.
12 червня 2020 року, відповідно до розпорядження Кабінету Міністрів України № 708-р «Про визначення адміністративних центрів та затвердження територій територіальних громад Волинської області», увійшло до складу Турійської селищної територіальної громади.
19 липня 2020 року, в результаті адміністративно-територіальної реформи та ліквідації Турійського району, село увійшло до новоутвореного Ковельського району. 

## Населення
Згідно з переписом УРСР 1989 року чисельність наявного населення села становила 532 особи, з яких 255 чоловіків та 277 жінок.
За переписом населення України 2001 року в селі мешкали 542 особи.

### Мова
Розподіл населення за рідною мовою за даними перепису 2001 року:
| Мова       | Відсоток |
| ---------- | -------- |
| українська | 98,16 %  |
| російська  | 1,47 %   |
| білоруська | 0,37 %   |